# Hughligans
Gli Hughligans sono stati una corrente del partito conservatore britannico all'inizio del XX secolo.
Il nome deriva dalla parola hooligan e dal nome di battesimo di Lord Hugh Cecil (in seguito Lord Quickswood). Gli hughligans erano un gruppo di parlamentari tories insoddisfatti dell'operato del leader conservatore Arthur Balfour.
In particolare Hugh Cecil era il figlio minore del predecessore di Balfour alla guida del partito conservatore Robert Gascoyne-Cecil, III marchese di Salisbury.
Oltre a Cecil, altri “esponenti” degli hughligans erano Ian Malcolm, Earl Percy, George Francis Hamilton, Arthur Stanley, Frederick Edwin Smith e Winston Churchill (quest'ultimo nel 1904 lascerà il partito conservatore).
Nel 1905 dopo la caduta del governo conservatore guidato da Henry Campbell-Bannerman, gli Hughligans si opposero fortemente alla leadership di Balfour che ritenevano non sufficiente energico nel contrastare il nuovo esecutivo liberale guidato da Herbert Henry Asquith.
La più clamorosa delle iniziative degli Hughligans fu una protesta inscenata nel luglio 1910 quando – durante un dibattito sulla riforma della Camera dei Lord – Cecil e Smith irruppero nella Camera dei Comuni impedendo ad Asquith di parlare per oltre mezz'ora.
L'incidente creò grave imbarazzo a Balfour che poco dopo decise di abbandonare la guida del partito conservatore.